# Campionato mondiale di Formula 1 1998
Il campionato mondiale di Formula 1 1998 organizzato dalla FIA è stata, nella storia della categoria, la 49ª ad assegnare il campionato piloti, vinto per la prima volta dal finlandese Mika Häkkinen, e la 41ª ad assegnare il campionato costruttori, andato al team britannico McLaren. È iniziata l'8 marzo ed è terminata il 1º novembre, dopo 16 gare.
L'annata fu caratterizzata dal duello per la conquista del titolo tra Häkkinen e Michael Schumacher, conclusosi solamente all'ultima gara. Nonostante un inizio stagione favorevole al team di Woking, la Ferrari riuscì a recuperare il gap durante l'estate e a contendere fino alla fine il titolo.
Sul piano tecnico il 1998 rappresentò l'addio alla massima categoria automobilistica della casa produttrice di pneumatici Goodyear, che lasciò, per il 1999, il monopolio alla Bridgestone.

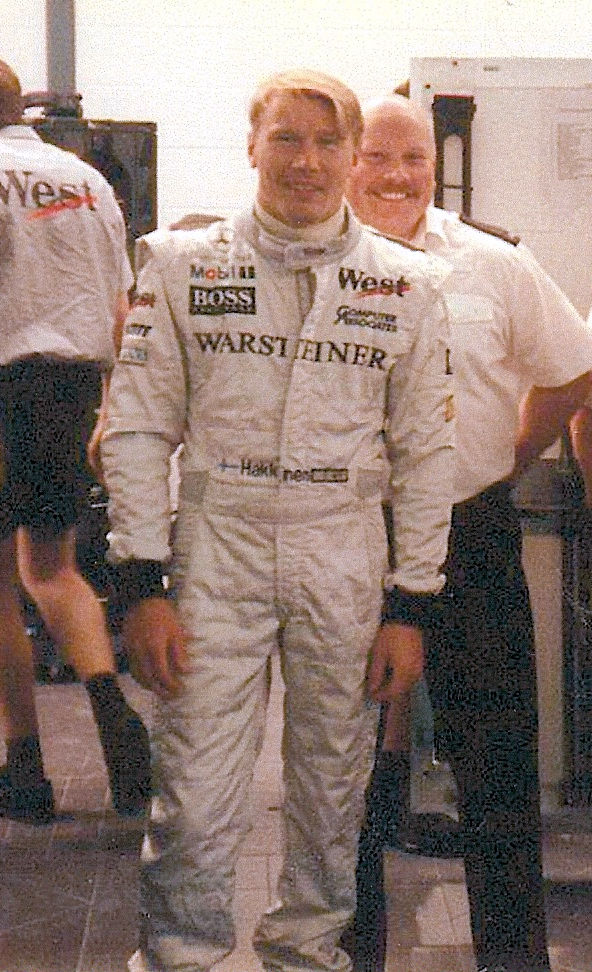
Il finlandese Mika Häkkinen della McLaren si aggiudicò il mondiale per la prima volta in carriera

## La pre-stagione

### Il calendario
| Gara | Nome ufficiale del Gran Premio        | Circuito                         | Sede         | Data         | Ora    | Ora   | Ora   | Diretta TV                                |
| Gara | Nome ufficiale del Gran Premio        | Circuito                         | Sede         | Data         | Locale | UTC   | ITA   | Diretta TV                                |
| ---- | ------------------------------------- | -------------------------------- | ------------ | ------------ | ------ | ----- | ----- | ----------------------------------------- |
| 1    | Qantas Australian Grand Prix          | Albert Park Circuit              | Melbourne    | 8 marzo      | 14:00  | 03:00 | 04:00 | Raidue (Terrestre) TELE+ F1 (Satellitare) |
| 2    | Grande Prêmio do Brasil               | Autódromo José Carlos Pace       | San Paolo    | 29 marzo     | 14:00  | 16:00 | 18:00 | Raidue (Terrestre) TELE+ F1 (Satellitare) |
| 3    | Gran Premio Marlboro de Argentina     | Autódromo Oscar Alfredo Gálvez   | Buenos Aires | 12 aprile    | 14:00  | 16:00 | 18:00 | Raidue (Terrestre) TELE+ F1 (Satellitare) |
| 4    | Gran Premio di San Marino             | Autodromo Enzo e Dino Ferrari    | Imola        | 26 aprile    | 14:00  | 12:00 | 14:00 | Raidue (Terrestre) TELE+ F1 (Satellitare) |
| 5    | Gran Premio Marlboro de España        | Circuito di Barcellona-Catalogna | Montmeló     | 10 maggio    | 14:00  | 12:00 | 14:00 | Raidue (Terrestre) TELE+ F1 (Satellitare) |
| 6    | Grand Prix de Monaco                  | Circuito di Monte Carlo          | Monaco       | 24 maggio    | 14:00  | 12:00 | 14:00 | Raidue (Terrestre) TELE+ F1 (Satellitare) |
| 7    | Grand Prix Player's du Canada         | Circuit Gilles Villeneuve        | Montréal     | 7 giugno     | 13:00  | 17:00 | 19:00 | Raidue (Terrestre) TELE+ F1 (Satellitare) |
| 8    | Grand Prix Mobil 1 de France          | Circuito di Magny Cours          | Magny-Cours  | 28 giugno    | 14:00  | 12:00 | 14:00 | Raidue (Terrestre) TELE+ F1 (Satellitare) |
| 9    | RAC British Grand Prix                | Silverstone                      | Silverstone  | 12 luglio    | 14:00  | 13:00 | 15:00 | Raidue (Terrestre) TELE+ F1 (Satellitare) |
| 10   | Großer Preis von Österreich           | A1-Ring                          | Spielberg    | 26 luglio    | 14:00  | 12:00 | 14:00 | Raidue (Terrestre) TELE+ F1 (Satellitare) |
| 11   | Großer Mobil 1 Preis von Deutschland  | Hockenheimring                   | Hockenheim   | 2 agosto     | 14:00  | 12:00 | 14:00 | Raidue (Terrestre) TELE+ F1 (Satellitare) |
| 12   | Marlboro Magyar Nagydíj               | Hungaroring                      | Mogyoród     | 16 agosto    | 14:00  | 12:00 | 14:00 | Raidue (Terrestre) TELE+ F1 (Satellitare) |
| 13   | Foster's Belgian Grand Prix           | Circuito di Spa-Francorchamps    | Stavelot     | 30 agosto    | 14:00  | 12:00 | 14:00 | Raidue (Terrestre) TELE+ F1 (Satellitare) |
| 14   | Gran Premio Campari d'Italia          | Autodromo nazionale di Monza     | Monza        | 13 settembre | 14:00  | 12:00 | 14:00 | Raiuno (Terrestre) TELE+ F1 (Satellitare) |
| 15   | Großer Warsteiner Preis von Luxemburg | Nürburgring                      | Nürburg      | 27 settembre | 14:00  | 12:00 | 14:00 | Raiuno (Terrestre) TELE+ F1 (Satellitare) |
| 16   | Fuji Television Japanese Grand Prix   | Suzuka Circuit                   | Suzuka       | 1º novembre  | 13:00  | 04:00 | 05:00 | Raiuno (Terrestre) TELE+ F1 (Satellitare) |

### La presentazione delle vetture
| Scuderia         | Telaio | Data lancio | Luogo lancio                             |
| ---------------- | ------ | ----------- | ---------------------------------------- |
| Ferrari          | F300   | 7 gennaio   | Maranello, Italia                        |
| Stewart-Ford     | SF-2   | 13 gennaio  | Danton, Regno Unito                      |
| Benetton         | B198   | 15 gennaio  | Londra, Gran Bretagna                    |
| Jordan           | 198    | 19 gennaio  | Royal Albert Hall, Londra, Gran Bretagna |
| Prost-Peugeot    | AP01   | 20 gennaio  | Circuito di Catalogna, Spagna            |
| Sauber-Petronas  | C17    | 21 gennaio  | Castello di Schönbrunn, Vienna, Austria  |
| Tyrrell-Ford     | 026    | 21 gennaio  | Londra, Gran Bretagna                    |
| Williams         | FW20   | 28 gennaio  | Circuito di Silverstone, Gran Bretagna   |
| McLaren-Mercedes | MP4/13 | 5 febbraio  | Woking, Gran Bretagna                    |
| Arrows           | A19    | 17 febbraio | Leafield, Gran Bretagna                  |
| Minardi-Ford     | M198   | 23 febbraio | Bologna, Italia                          |

## Scuderie e piloti
| Scuderia                     | Costruttore         | Telaio | Motore             | Gomme | Nº | Pilota                | GP    | Collaudatori                    |
| ---------------------------- | ------------------- | ------ | ------------------ | ----- | -- | --------------------- | ----- | ------------------------------- |
| Winfield Williams            | Williams-Mecachrome | FW20   | Mecachrome GC37-01 | G     | 1  | Jacques Villeneuve    | Tutti | Juan Pablo Montoya Max Wilson   |
| Winfield Williams            | Williams-Mecachrome | FW20   | Mecachrome GC37-01 | G     | 2  | Heinz-Harald Frentzen | Tutti | Juan Pablo Montoya Max Wilson   |
| Scuderia Ferrari Marlboro    | Ferrari             | F300   | Ferrari 047        | G     | 3  | Michael Schumacher    | Tutti | Luca Badoer                     |
| Scuderia Ferrari Marlboro    | Ferrari             | F300   | Ferrari 047        | G     | 4  | Eddie Irvine          | Tutti | Luca Badoer                     |
| Mild Seven Benetton Playlife | Benetton-Playlife   | B198   | Playlife GC37-01   | B     | 5  | Giancarlo Fisichella  | Tutti | Jos Verstappen                  |
| Mild Seven Benetton Playlife | Benetton-Playlife   | B198   | Playlife GC37-01   | B     | 6  | Alexander Wurz        | Tutti | Jos Verstappen                  |
| West McLaren Mercedes        | McLaren-Mercedes    | MP4/13 | Mercedes FO110G    | B     | 7  | David Coulthard       | Tutti | Ricardo Zonta Nick Heidfeld     |
| West McLaren Mercedes        | McLaren-Mercedes    | MP4/13 | Mercedes FO110G    | B     | 8  | Mika Häkkinen         | Tutti | Ricardo Zonta Nick Heidfeld     |
| Benson & Hedges Jordan       | Jordan-Honda        | 198    | Honda MF-301 HC    | G     | 9  | Damon Hill            | Tutti | Pedro de la Rosa                |
| Benson & Hedges Jordan       | Jordan-Honda        | 198    | Honda MF-301 HC    | G     | 10 | Ralf Schumacher       | Tutti | Pedro de la Rosa                |
| Gauloises Prost Peugeot      | Prost-Peugeot       | AP01   | Peugeot A16        | B     | 11 | Olivier Panis         | Tutti | Stéphane Sarrazin               |
| Gauloises Prost Peugeot      | Prost-Peugeot       | AP01   | Peugeot A16        | B     | 12 | Jarno Trulli          | Tutti | Stéphane Sarrazin               |
| Red Bull Sauber Petronas     | Sauber-Petronas     | C17    | Petronas SPE-01D   | G     | 14 | Jean Alesi            | Tutti | Jörg Müller                     |
| Red Bull Sauber Petronas     | Sauber-Petronas     | C17    | Petronas SPE-01D   | G     | 15 | Johnny Herbert        | Tutti | Jörg Müller                     |
| Danka Zepter Arrows          | Arrows              | A19    | Arrows T2-F1       | B     | 16 | Pedro Paulo Diniz     | Tutti | Emmanuel Collard Stephen Watson |
| Danka Zepter Arrows          | Arrows              | A19    | Arrows T2-F1       | B     | 17 | Mika Salo             | Tutti | Emmanuel Collard Stephen Watson |
| HSBC Stewart Ford            | Stewart-Ford        | SF-2   | Ford VJ Zetec-R    | B     | 18 | Rubens Barrichello    | Tutti | Jos Verstappen                  |
| HSBC Stewart Ford            | Stewart-Ford        | SF-2   | Ford VJ Zetec-R    | B     | 19 | Jan Magnussen         | 1–7   | Jos Verstappen                  |
| HSBC Stewart Ford            | Stewart-Ford        | SF-2   | Ford VJ Zetec-R    | B     | 19 | Jos Verstappen        | 8–16  | Jos Verstappen                  |
| PIAA Tyrrell                 | Tyrrell-Ford        | 026    | Ford JD Zetec-R    | G     | 20 | Ricardo Rosset        | Tutti | Andrea Montermini               |
| PIAA Tyrrell                 | Tyrrell-Ford        | 026    | Ford JD Zetec-R    | G     | 21 | Toranosuke Takagi     | Tutti | Andrea Montermini               |
| Fondmetal Minardi Team       | Minardi-Ford        | M198   | Ford JD Zetec-R    | B     | 22 | Shinji Nakano         | Tutti | Laurent Redon                   |
| Fondmetal Minardi Team       | Minardi-Ford        | M198   | Ford JD Zetec-R    | B     | 23 | Esteban Tuero         | Tutti | Laurent Redon                   |

### Piloti

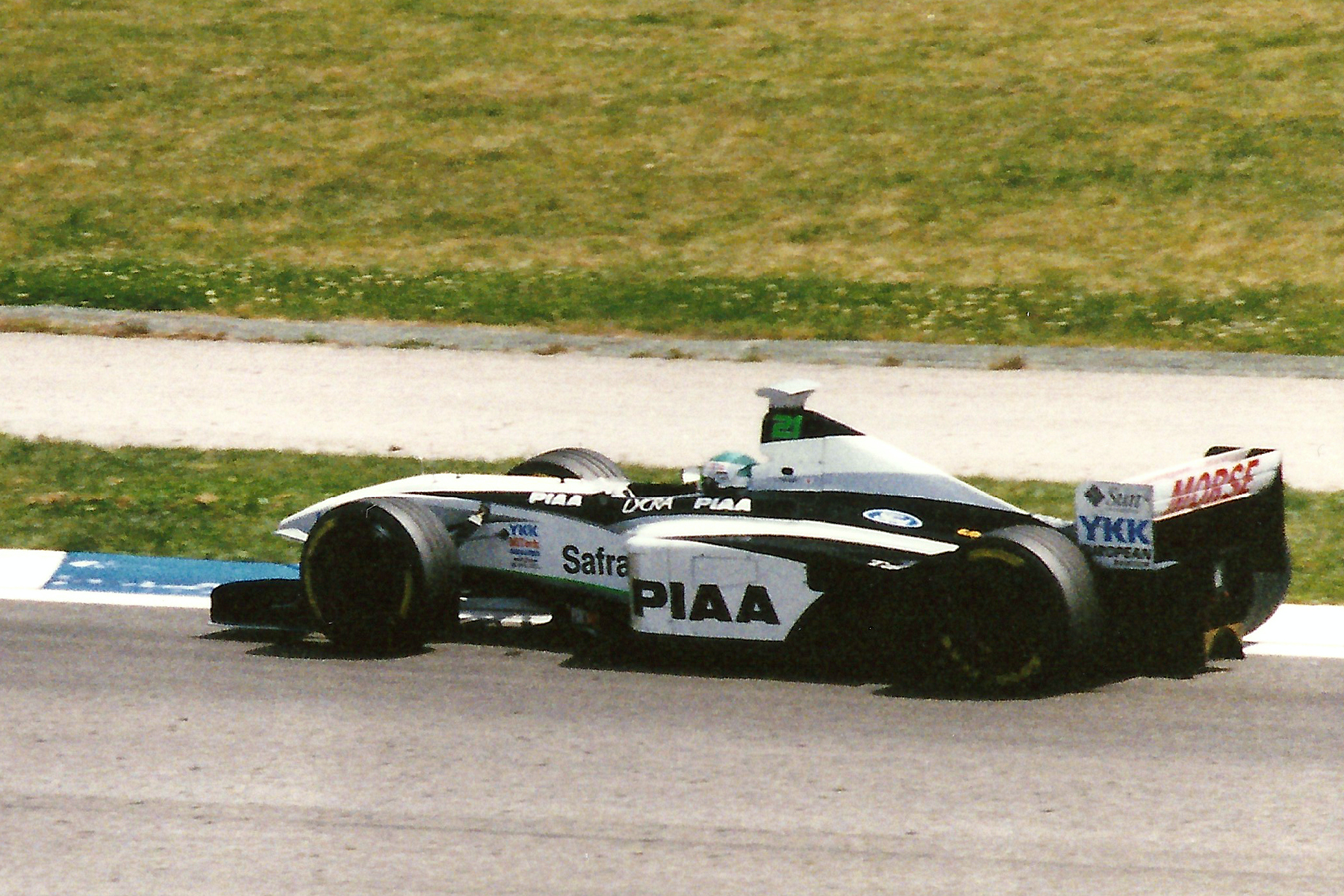
L'esordiente Toranosuke Takagi a bordo della sua Tyrrell durante il Gran Premio di Spagna 1998

Per il 1998 Williams, Ferrari, McLaren e Stewart confermarono i propri piloti.
La Benetton, invece, cambiò totalmente l'organico della scuderia: Berger decise di ritirarsi, mentre Jean Alesi passò alla Sauber, a fianco del confermato Herbert, non senza riservare critiche al suo vecchio team. A sostituirli arrivarono Giancarlo Fisichella dalla Jordan, con cui la trattativa era già stata conclusa nell'estate 1997, e Alexander Wurz, promosso da terzo pilota a titolare.
Con il ritiro di Berger, Damon Hill divenne il pilota più anziano del mondiale; l'ex-campione del mondo, dopo essere stato licenziato dalla Arrows, venne ingaggiato dalla Jordan che gli offrí un contratto biennale da 10 milioni di dollari, e mantenne Ralf Schumacher come seconda guida. Dal canto suo la squadra di Tom Walkinshaw ingaggiò il finlandese Mika Salo che affiancò il riconfermato Pedro Paulo Diniz.
Il posto lasciato libero da Salo in Tyrrell venne occupato da Ricardo Rosset, accanto a cui debuttò il giapponese Toranosuke Takagi, mentre rimase senza un sedile Jos Verstappen, che tornò così alla Benetton, ma come terzo pilota.
Altri cambiamenti riguardarono la Prost che, oltre a confermare Olivier Panis, decise di puntare su Jarno Trulli al posto di Shinji Nakano, il quale si trasferì alla Minardi insieme all'esordiente Esteban Tuero.

#### Durante la stagione
L'unico cambio di sedile a stagione in corso avvenne alla Stewart, che licenziò Jan Magnussen dopo il GP del Canada, sostituendolo con Jos Verstappen a partire dal successivo appuntamento in Francia.

### Accordi e fornitori

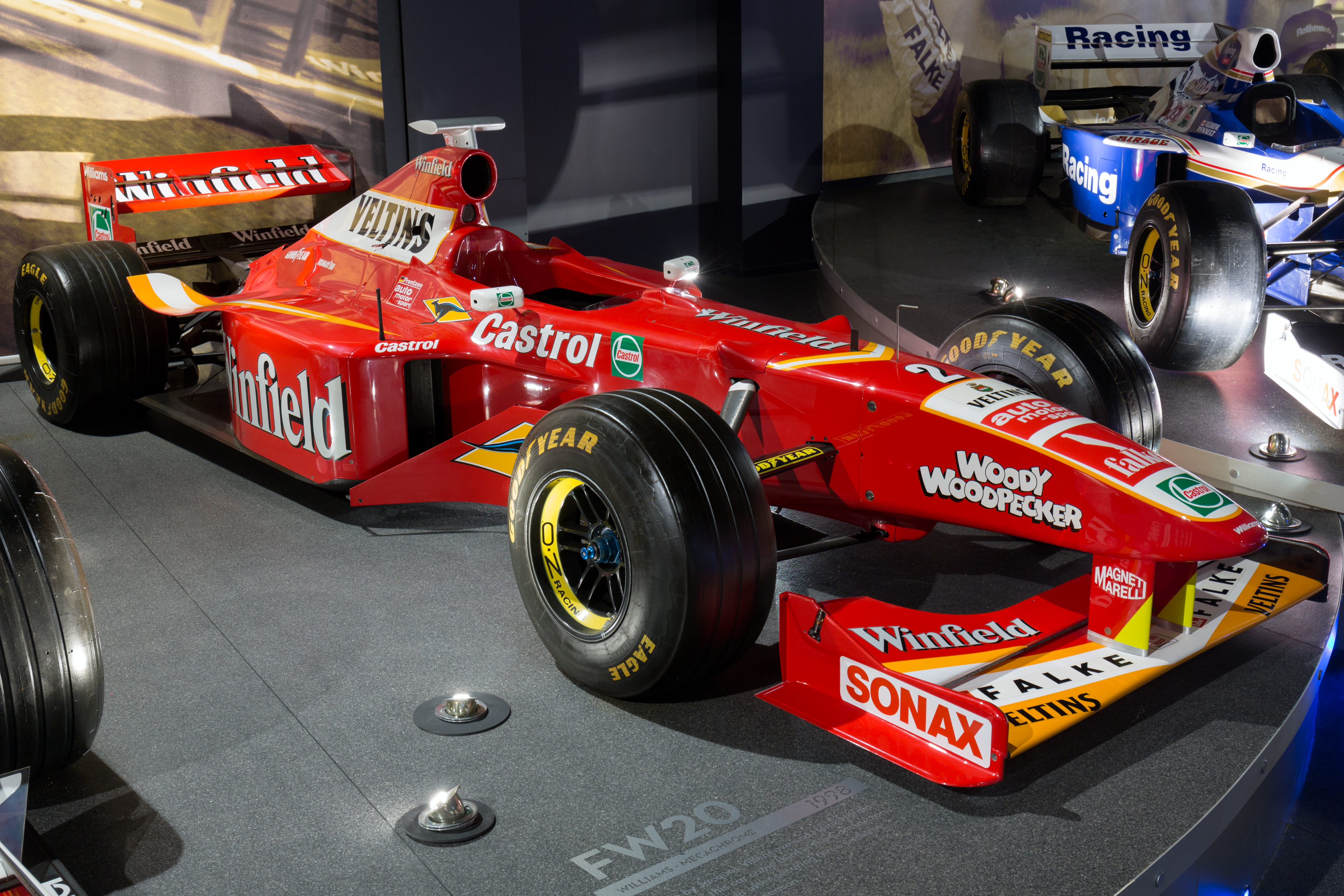
La Williams iridata uscente adottò una livrea rossa dettata dal nuovo title sponsor Winfield: la scelta fece discutere per via dell'assonanza al rosso corsa della rivale Ferrari.

Con il ritiro del motorista Renault in veste ufficiale, le scuderie Williams e Benetton continuarono a utilizzare i V10 francesi tramite la consociata Mecachrome, acquistati però come semplici propulsori clienti. La scuderia di Grove cambiò inoltre veste poiché il main sponsor Rothmans International decise per l'avvicendamento tra il vecchio marchio di sigarette Rothmans e il nuovo Winfield: il brand australiano conferí alla vettura una nuova livrea a predominanza rossa, fatto che, almeno inizialmente, scatenò una sorta di «guerra delle rosse» a causa della forte somiglianza con la Rossa per antonomasia della Formula 1, l'italiana Ferrari.
La Prost GP riuscì a concludere l'accordo per la fornitura dei propulsori Peugeot, scambiandoli di fatto con la Jordan, alla quale furono quindi ceduti i Mugen-Honda usati dal team francese fino all'anno prima. La Arrows, in seguito alla fusione con la Brian Hart Ltd., iniziò la produzione di motori in proprio, abbandonando i propulsori Yamaha. La Minardi tornò quindi a servirsi dei motori Ford, impiegando i nuovi V10 adottati anche dalla Tyrrell, che sostituirono i vecchi V8. Per la prima volta dunque tutti i team partecipanti utilizzarono unità dello stesso tipo, a 10 cilindri.
Sul fronte degli pneumatici si registrò il passaggio di Benetton e McLaren dalla Goodyear alla Bridgestone.

### Circuiti e gare
Per il 1998 vengono previsti 16 Gran Premi, uno in meno del 1997, per via dell'uscita dal calendario del Gran Premio d'Europa che si correva su circuito di Jerez de la Frontera. Di conseguenza il Gran Premio del Giappone tornò a disputarsi come ultimo appuntamento della stagione. Nonostante la summenzionata fuoriuscita di Jerez, il circuito del Nürburgring non riuscì a cambiare titolazione in "Gran Premio d'Europa", mantenendo quella di Gran Premio del Lussemburgo per un altro anno. Il Gran Premio d'Austria venne spostato a fine luglio mentre il Gran Premio di Germania all'inizio di agosto.

### Regolamenti
Per ciò che concerne i regolamenti, le modifiche rispetto alla stagione precedente risultarono molto importanti. Vennero introdotte due principali innovazioni: venne ristretta la larghezza dell'auto di venti centimetri, portando le vetture a essere molto strette e, per rallentare ulteriormente in curva le vetture, furono aboliti gli pneumatici slick e imposte scanalature (tre nelle coperture anteriori e quattro nelle posteriori) anche per le gomme da asciutto. Inoltre le gomme anteriori furono allargate di un paio di centimetri. Sia Goodyear sia Bridgestone si adattarono ai nuovi regolamenti sulle gomme. La FIA impose poi crash-test più severi e un irrobustimento dei telai di circa dieci centimetri.

## Riassunto della stagione

### Gran Premio d'Australia
Le qualifiche del primo Gran Premio della stagione furono dominate dalle McLaren di Mika Häkkinen e David Coulthard, seguiti da Schumacher su Ferrari. Al via le posizioni rimasero invariate, ma al sesto passaggio il tedesco fu costretto al ritiro per l'esplosione del motore. I piloti McLaren procedettero quindi verso la vittoria. Al 36º passaggio, però, Häkkinen rientrò erroneamente ai box a causa di un problema di comunicazione radio. Rientrato in pista alle spalle del suo compagno di squadra, questi prima del traguardo gli cedette la prima posizione in virtù di un accordo interno al team che aveva deciso di assegnare la vittoria a chi fosse scattato in testa alla partenza. Dietro di loro giunsero Frentzen, Irvine, Villeneuve e Herbert.

### Gran Premio del Brasile
Il week-end brasiliano iniziò con un ricorso presentato da cinque team contro la McLaren per ciò che riguarda l'utilizzo di un freno supplementare, dichiarato poi illegale dai commissari. Le qualifiche furono comunque dominate dal team britannico. Alla partenza il poleman Häkkinen e il suo compagno di squadra Coulthard scattarono al comando, mentre Schumacher partì male e perse alcune posizioni, recuperandole nel corso dei primi giri. Grazie ai pit stop, inoltre, il tedesco sopravanzò Frentzen, installandosi in terza posizione. Frentzen perse poi un'altra posizione, sempre a causa delle soste ai box. Nelle posizioni di testa non si ebbe più alcun cambiamento, con la vittoria di Häkkinen, seguito dal compagno di squadra, Schumacher, Wurz, Frentzen e Fisichella.
Il finlandese della McLaren guidava quindi la classifica piloti con venti punti, seguito a otto lunghezze di distanza da Coulthard.

### Gran Premio d'Argentina
Il terzo evento stagionale si disputò in Argentina e vide la prima vittoria stagionale della Ferrari, favorita anche dalle condizioni climatiche. La casa di Maranello presentò anche varie modifiche alla vettura (in particolare a motore, retrotreno e radiatori) e la Goodyear aumentò la larghezza delle gomme anteriori. Questi cambiamenti permisero a Schumacher di qualificarsi in prima fila alle spalle di Coulthard. Alla partenza, però, il pilota tedesco fu superato da Häkkinen, il quale riuscì a mantenere la seconda posizione per un solo giro, venendo ripassato dal rivale. Successivamente Schumacher si toccò con Coulthard, il quale finì in testacoda e, alla fine, non andò oltre la sesta piazza.
Dietro al pilota tedesco e a Häkkinen giunsero Irvine, Alex Wurz, Alesi, nonostante durante la sosta ai box avesse perso, per un contatto con un cavo, un'appendice aerodinamica, e Coulthard.
Dopo questa gara, caratterizzata anche da alcuni incidenti, che costrinsero al ritiro tra gli altri Johnny Herbert, tamponato da Damon Hill, e il campione del mondo Jacques Villeneuve, eliminato da Coulthard, Häkkinen guidava la classifica piloti con dodici punti di vantaggio su Schumacher e tredici sul compagno di squadra.

### Gran Premio di San Marino
A Imola, nelle qualifiche del sabato, prevalse nuovamente Coulthard, che riuscì, insieme al compagno Häkkinen, a occupare tutta la prima fila dello schieramento.
Al via le due McLaren e Schumacher presero la testa del gruppo, mentre Villeneuve riuscì a sopravanzare Irvine. Contemporaneamente vi furono vari tamponamenti, il più importante dei quali per opera del pilota della Stewart Jan Magnussen, che costrinse al ritiro il suo compagno di squadra. A fine Gran Premio, poi, i vertici del team presero contatti con il collaudatore della Benetton Jos Verstappen nel tentativo di cercare un accordo per sostituire il pilota danese, accusato anche di non riuscire a sviluppare adeguatamente la vettura. Intanto, in gara, Häkkinen fu costretto al ritiro per il surriscaldamento della trasmissione, che mandò in tilt l'elettronica. Dopo la prima sosta ai box, poi, Villeneuve perse la terza posizione a causa dell'apertura dello sportello del serbatoio, cosa che lo costrinse a rientrare nuovamente nella pit lane. Le posizioni rimasero poi invariate fino all'arrivo, nonostante un problema al cambio avuto da Coulthard, analogo a quello del compagno di squadra. Lo scozzese riuscì comunque a mantenere la prima piazza e a vincere la corsa.
Al termine di questo Gran Premio Häkkinen rimaneva in testa alla classifica piloti, seppur con un vantaggio ridotto a tre punti nei confronti del vincitore della gara. Schumacher era invece staccato di sei lunghezze.

### Gran Premio di Spagna

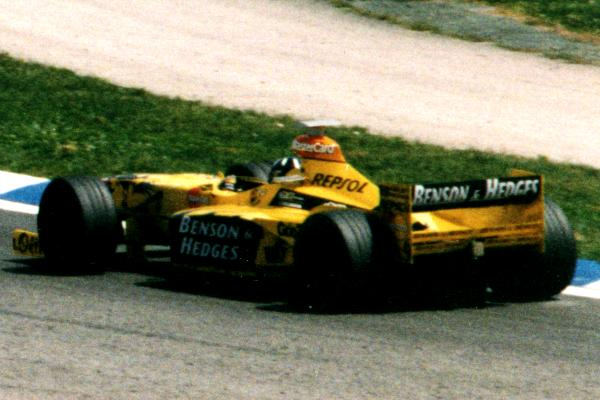
Damon Hill al GP di Spagna

Come a Imola, anche al Gran Premio di Spagna la McLaren occupava tutta la prima fila, precedendo Schumacher e Giancarlo Fisichella. Al via Häkkinen riuscì a mantenere la prima posizione, seguito dal compagno di squadra, Irvine, Fisichella e Schumacher. Il tedesco, grazie ai pit stop, riuscì poi a ritornare in terza piazza, ma gli venne comminato uno stop&go per aver superato il limite di velocità nei box. Intanto il suo compagno di squadra venne toccato da Fisichella ed entrambi i piloti furono costretti al ritiro. Al romano, che aveva causato l'incidente, fu anche notificata una multa. Le posizioni rimasero quindi immutate con le McLaren nelle prime due posizioni, seguite da Schumacher, Wurz della Benetton, Barrichello, che portava all'esordio il nuovo motore Ford P4, e Villeneuve.
Dopo questo Gran Premio Häkkinen rafforzava la sua leadership nel campionato piloti, salendo a quota 36 punti. Coulthard e Schumacher seguivano a 29 e 24 lunghezze.

### Gran Premio di Monaco
Come nelle precedenti gare, anche al Gran Premio di Monaco le McLaren conquistarono durante le qualifiche la prima fila, seguite da Fisichella e Schumacher.
Al via non vi furono sorpassi e le posizioni rimasero quindi invariate. Al decimo passaggio, Eddie Irvine tentò di superare Frentzen, che era andato largo in una curva, ma i due piloti si toccarono e il tedesco della Williams fu costretto al ritiro, mentre il nordirlandese poté continuare. Pochi giri più tardi esplose il motore di Coulthard, costringendolo al primo ritiro stagionale e lasciando quindi la seconda piazza al romano Fisichella. Attorno al trentesimo giro iniziarono le soste per i piloti che occupavano le prime posizioni e Schumacher fu tra i primi a fermarsi. Rientrato dietro Wurz, tentò più volte di superarlo, ma alla fine, a causa di una collisione, si ritrovò con un tirante della sospensione posteriore danneggiato e dovette rientrare ai box, uscendone tre giri dopo. Häkkinen centrò quindi la sua quarta vittoria stagionale, rafforzando ulteriormente la leadership sugli inseguitori. Il più vicino di questi (Coulthard) si trovava, infatti, a diciassette lunghezze di distacco, mentre Schumacher aveva un ritardo di 22 punti, e la McLaren ne aveva ben 36 in più della Ferrari.
In questa corsa ottennero i primi punti stagionali i piloti della Arrows Mika Salo e Pedro Diniz.

### Gran Premio del Canada

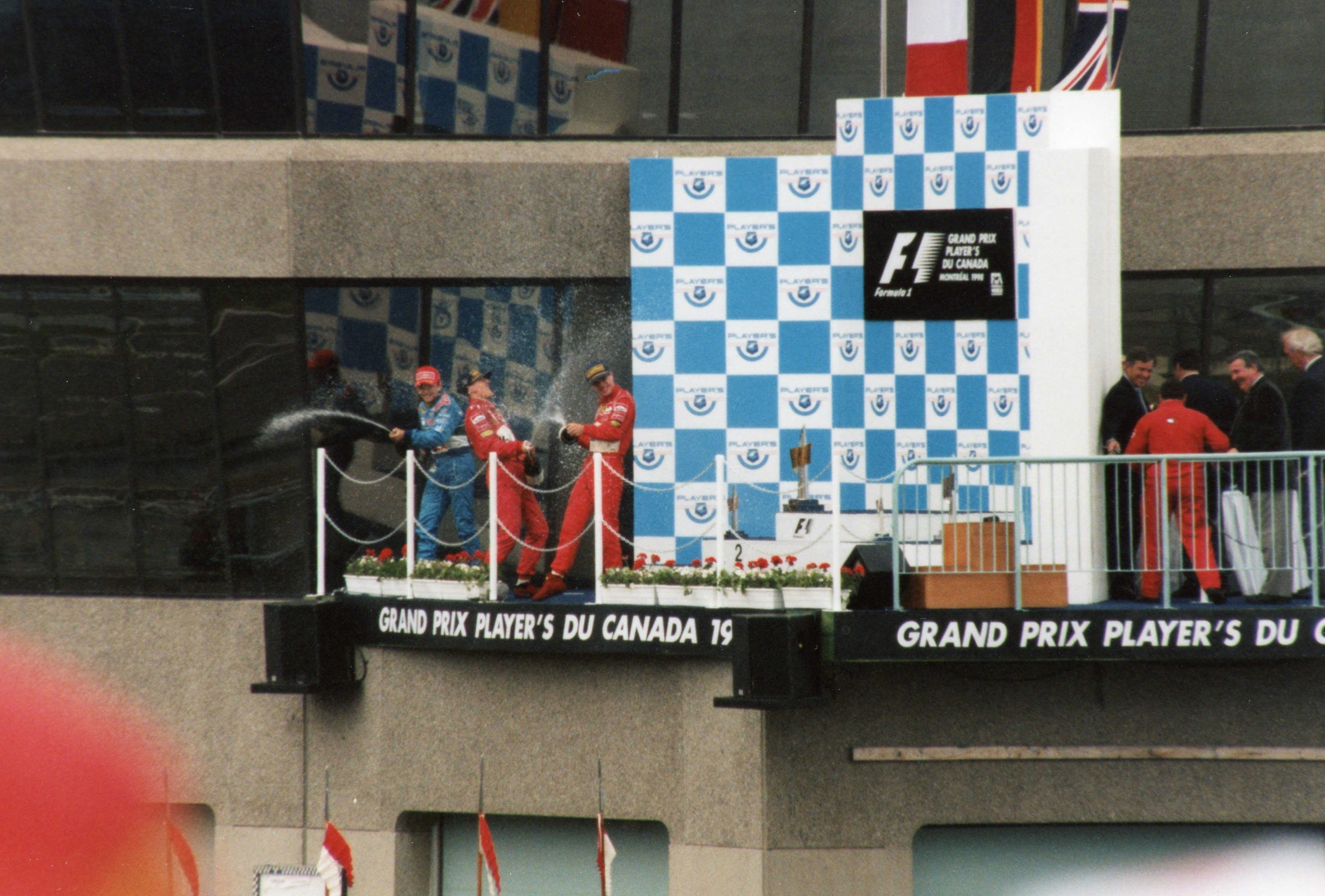
Da sinistra: Fisichella, il vincitore Michael Schumacher e il terzo classificato Irvine festeggiano sul podio canadese

Per il Gran Premio del Canada la Williams decise di far esordire la FW20 a passo allungato nel tentativo di migliorare le prestazioni. Nonostante ciò le qualifiche furono dominate nuovamente dalla McLaren, con Coulthard davanti al compagno di squadra.
Al via, però, Ralf Schumacher rimase fermo, mentre Wurz tamponò Hill, che a sua volta colpì Alesi. Venne quindi ordinato un secondo via, ma stavolta Häkkinen non riuscì a partire, mentre nelle retrovie Ralf Schumacher finì in testacoda e coinvolse nell'incidente Jarno Trulli, il quale finì per colpire Alesi. Fece la sua entrata in pista la safety car, ma dopo essere rientrata ai box, poco dopo fu nuovamente costretta a uscirvi a causa del terriccio portato in pista da Diniz. A seguito di ciò Coulthard ebbe problemi all'acceleratore che lo costrinsero a cedere a Schumacher la prima posizione. Un incidente di Salo, poi, fece sì che la vettura di sicurezza facesse la sua terza entrata in pista. La Ferrari decise quindi di anticipare la sosta del pilota tedesco, ma all'uscita della pit lane, questi tamponò Frentzen, causandone il ritiro, e l'episodio causò al tedesco uno stop&go. Il comando della corsa passò quindi a Fisichella, ma Schumacher, grazie a una serie di giri veloci, riuscì a riportarsi al comando e vincere, iniziando la sua rimonta nei confronti di Häkkinen. Al terzo posto giunse invece Irvine, seguito da Wurz, Barrichello e Magnussen, che conquistò il suo unico punto in carriera.
Grazie a questa vittoria Schumacher scavalcò Coulthard e si portò secondo a dodici punti di distanza dal leader del mondiale Häkkinen, mentre la Ferrari inseguiva a ventidue lunghezze nel campionato costruttori.

### Gran Premio di Francia
Il Gran Premio di Francia segnò il ritorno come pilota ufficiale di Jos Verstappen al volante della Stewart al posto di Jan Magnussen; il pilota danese, che aveva ricevuto dal team britannico un ultimatum, non avendo soddisfatto i vertici della scuderia venne quindi sostituito.
Sul piano tecnico, invece, la Ferrari portò diverse novità, tra cui nuovi alettoni anteriori e posteriori e un ripartitore di frenata. Anche la Peugeot presentò un nuovo motore, che rispetto al precedente si differenziava per una maggior potenza. Nonostante ciò le qualifiche furono dominate da Häkkinen, seguito da Schumacher, Coulthard e Irvine.
Al via, anche a causa di alcuni problemi con la trasmissione dovuti a una doppia partenza, il finlandese della McLaren venne passato dai piloti Ferrari e si dovette accodare a Irvine. Al pit stop Coulthard, invece, ebbe problemi con la pompa del rifornimento e fu costretto, nella seconda sosta, a rientrare due volte. Il pilota scozzese fu quindi costretto a effettuare una rimonta, conclusa con la conquista del sesto posto finale. Intanto nelle prime posizioni Irvine riuscì a mantenersi davanti a Häkkinen, concludendo secondo dietro al compagno di squadra. La Ferrari, quindi, riuscì a realizzare la prima doppietta dal Gran Premio di Spagna 1990. Giunsero inoltre a punti Wurz (quarto) e Villeneuve (quinto). Con questo successo (il secondo consecutivo) Schumacher si portò a sei punti dal rivale finlandese, mentre nei costruttori la casa di Maranello era a undici punti di distacco dalla McLaren.

### Gran Premio di Gran Bretagna

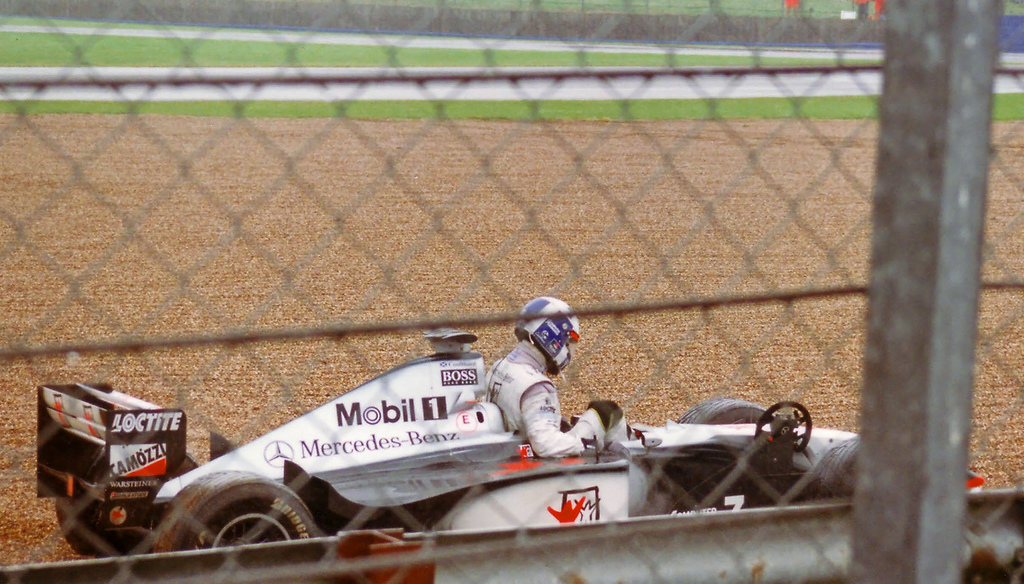
David Coulthard abbandona la sua vettura dopo un'uscita di pista che l'ha costretto al ritiro: il Gran Premio di Gran Bretagna, disputatosi sotto una pioggia battente, vedrà un alto numero di ritiri dovuto alle difficili condizioni climatiche

Il Gran Premio di Gran Bretagna vide il terzo successo consecutivo di Michael Schumacher e della Ferrari. Nonostante ciò le qualifiche avevano visto il dominio di Häkkinen, che aveva conquistato ancora una volta la pole. Al via l'altro ferrarista Irvine ebbe un problema con il sistema antistallo, che gli causò una partenza lenta e la perdita di varie posizioni. Intanto Alesi riuscì a scattare bene e a guadagnare la quarta posizione, mentre anche Coulthard superò Villeneuve portandosi terzo, alle spalle di Schumacher. Grazie anche a una buona strategia Häkkinen guadagnò diversi secondi sul rivale tedesco, mentre Coulthard si ritirò per un testacoda.
Varie uscite di pista, causate dall'asfalto bagnato, fecero sì che entrasse la safety car, la quale contribuì a ricompattare il gruppo e ad annullare il vantaggio del finlandese della McLaren. Dopo il rientro della vettura di sicurezza Häkkinen compì un'uscita di pista e perse il comando della corsa, che passò a Schumacher. Il tedesco, però, che oltre quaranta minuti addietro aveva compiuto un sorpasso in regime di bandiere gialle, a tre passaggi dal termine si vide infliggere per questo uno stop and go. Il muretto Ferrari decise di far scontare la penalità al proprio pilota all'ultimo giro, giocando sul colpevole ritardo con cui la direzione gara aveva comunicato la sanzione: ciò bastò per ottenere la vittoria, con Schumacher che in pratica tagliò il traguardo transitando per la pit lane. Quest'episodio rimase un unicum nella storia della Formula 1, portando a una successiva modifica del regolamento sportivo circa le infrazioni non scontate in gara.
Tramite questo successo Schumacher si portò a due punti da Häkkinen, mentre nel campionato costruttori la Ferrari era a sole tre lunghezze di distacco dalla McLaren.

### Gran Premio d'Austria
La pioggia nelle qualifiche fece sì che, per la prima volta dall'inizio stagione, non ci fosse una McLaren in pole position. Questa fu conquistata da Fisichella, affiancato da Alesi, mentre dietro di loro si piazzarono Häkkinen e Schumacher.
Al via il finlandese e il tedesco riuscirono ad andare al comando, ma nelle posizioni più arretrate vari incidenti, tra cui quelli di Takagi e Diniz, provocarono l'entrata della safety car. Al rientro della vettura di sicurezza Schumacher tentò più volte di superare Häkkinen, ma finì fuori pista danneggiando l'ala anteriore e fu quindi costretto a una sosta ai box, rientrando sedicesimo. Intanto Fisichella ebbe dei problemi con il bocchettone della benzina, che si era bloccato, e al suo rientro in pista si trovò appaiato ad Alesi, con cui ebbe un incidente subito dopo. Schumacher, intanto, riuscì a rimontare fino alla quarta posizione e, nel finale di gara, Irvine gli cedette la terza piazza. Al termine di questo Gran Premio il tedesco si ritrovava a otto punti di distacco dal suo rivale finlandese, mentre la Ferrari era ora a dodici lunghezze di distanza dalla McLaren.

### Gran Premio di Germania
Per l'appuntamento in terra tedesca la Ferrari presentò, seguendo quanto fatto dalle altre scuderie, una vettura a passo lungo; i risultati ottenuti durante alcuni test a Monza, infatti, erano stati promettenti, ma a Hockenheim i tempi sul giro furono deludenti, sicché il team italiano decise di utilizzare la vettura tradizionale. Nel tentativo di migliorare le prestazioni in qualifica venne pure utilizzato un alettone nuovo, mai collaudato prima, senza però avere rilevanti vantaggi, infatti Irvine e Schumacher si qualificarono rispettivamente sesto e nono. Durante le prove libere, inoltre, il pilota della Tyrrell Ricardo Rosset ebbe un incidente e distrusse la propria vettura riportando una commozione cerebrale.
Le qualifiche vennero, ancora una volta, dominate dalle McLaren di Häkkinen e Coulthard. Al via i due piloti riuscirono a mantenere le proprie posizioni, seguiti da Ralf Schumacher, il quale girava sui loro stessi tempi in quanto più scarico di carburante. Dopo le soste ai box i due piloti McLaren rimasero primo e secondo, ma Häkkinen cominciò a rallentare a causa di una perdita d'olio, venendo raggiunto dal compagno di squadra e da Villeneuve. Il pilota canadese fu successivamente costretto a rallentare per problemi alla trasmissione e dovette accontentarsi della terza piazza. La McLaren realizzò quindi una doppietta e Häkkinen portò a sedici punti il vantaggio nei confronti di Schumacher, giunto quinto.

### Gran Premio d'Ungheria
Durante le qualifiche del Gran Premio d'Ungheria i due piloti McLaren occuparono nuovamente la prima fila, seguiti da Schumacher e Hill. Al via le prime tre posizioni rimasero invariate, mentre Hill fu superato da Irvine.
Per circa metà gara, però, non vi furono più sorpassi e solo con la seconda sosta di Schumacher le cose cambiarono; la Ferrari, infatti, decise di variare la propria strategia da due a tre soste e il tedesco riuscì a compiere vari giri record e a guadagnare i secondi necessari per rimanere davanti alle due McLaren. Inoltre sia Coulthard sia Häkkinen avevano problemi di gomme. La vettura del finlandese, inoltre, perdeva anche olio e aveva un guasto a una ruota e il pilota non riuscì ad andare oltre un sesto posto. Schumacher vinse quindi la corsa precedendo Coulthard e Villeneuve, che completarono il podio. In classifica piloti il tedesco ridusse a sette i punti di svantaggio, mentre nei costruttori la McLaren conduceva con ventitré lunghezze sulla casa di Maranello.

### Gran Premio del Belgio

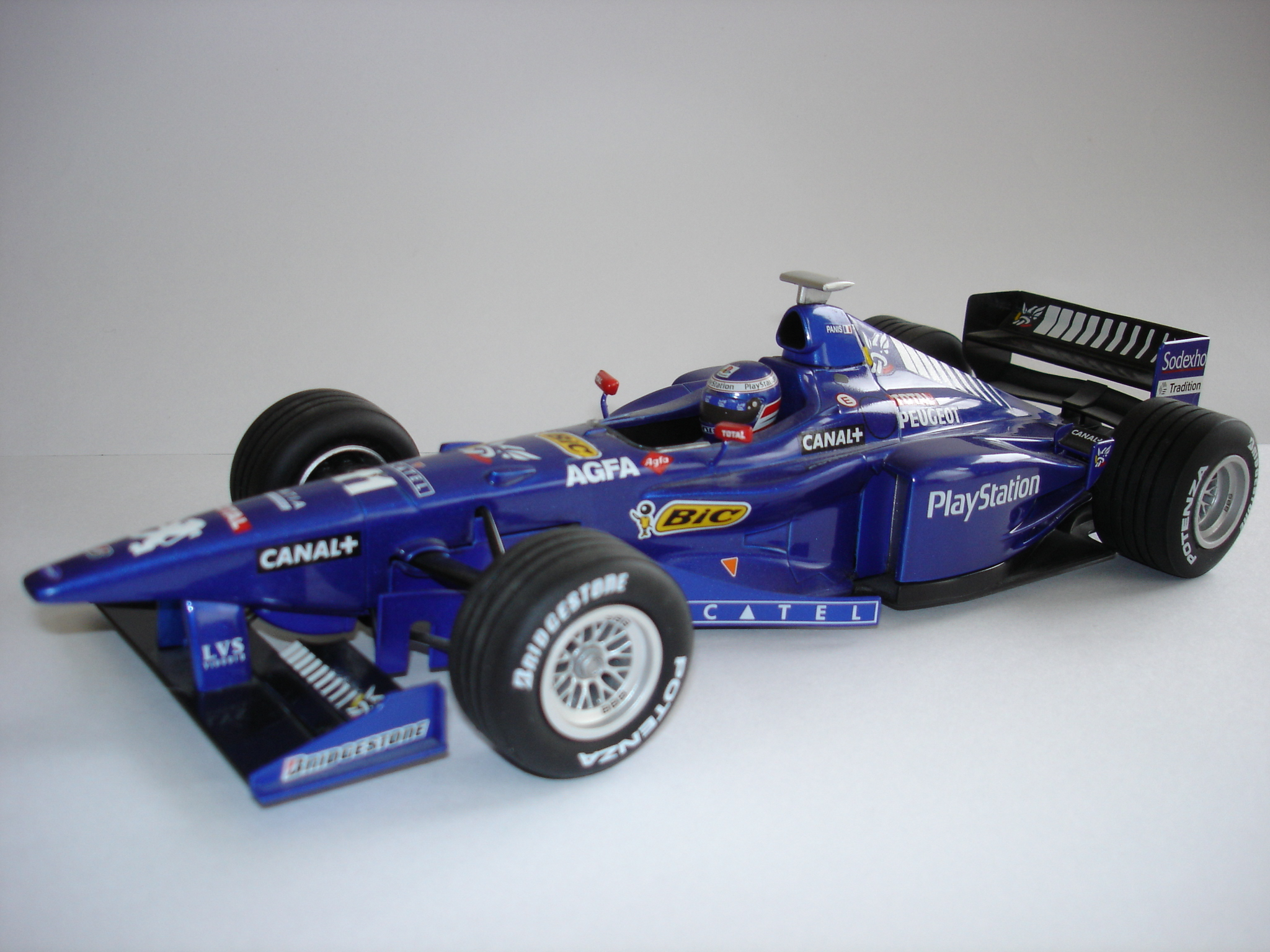
Un modellino della Prost AP01. L'unico punto per il team Prost Grand Prix venne ottenuto da Jarno Trulli al Gran Premio del Belgio

Häkkinen, durante le prove, ottenne nuovamente il miglior tempo e partì in pole position, affiancato dal compagno di squadra.
La domenica la gara si svolse sotto la pioggia e al via Coulthard, nel tentativo di resistere a un attacco di Irvine, andò in testacoda provocando un incidente in cui rimasero coinvolte sedici vetture. La pista venne poi pulita e fu ordinata una seconda partenza, alla quale però non presero parte Salo, Panis e Rosset perché le loro scuderie non avevano due vetture di riserva e Barrichello, ferito al gomito sinistro. Allo spegnimento del semaforo Michael Schumacher tentò di superare Häkkinen, il quale, nel tentativo di mantenere la prima posizione, perse il controllo della vettura e fu colpito da Herbert. Qualche curva dopo si toccarono Wurz e Coulthard, con l'austriaco costretto al ritiro e lo scozzese che, invece, riuscì a continuare.
Entrò quindi in pista la safety car, con Hill in testa alla corsa seguito dalle due Ferrari. Al rientro della vettura di sicurezza Schumacher prese il comando e cominciò a guadagnare parecchi secondi sugli inseguitori, fino a quando, al ventiseiesimo giro, non si ritrovò davanti Coulthard. Lo scozzese, che doveva essere doppiato, venne colpito dalla Ferrari del tedesco, il quale perse una ruota e fu costretto al ritiro. Rientrato nella pit lane, Schumacher si diresse verso i box McLaren e una volta trovato Coulthard lo accusò di aver frenato apposta per cercare l'incidente e tentò di aggredirlo, ma venne trattenuto da Jean Todt e Stefano Domenicali e ricondotto al box della Ferrari. Intanto in pista Hill vinse la corsa davanti al compagno di squadra, facendo segnare quindi la prima e unica doppietta del team Jordan, e ad Alesi.
Nelle classifiche piloti e costruttori i punteggi rimasero invariati visto che né i piloti Ferrari né quelli McLaren avevano ottenuto punti.

### Gran Premio d'Italia

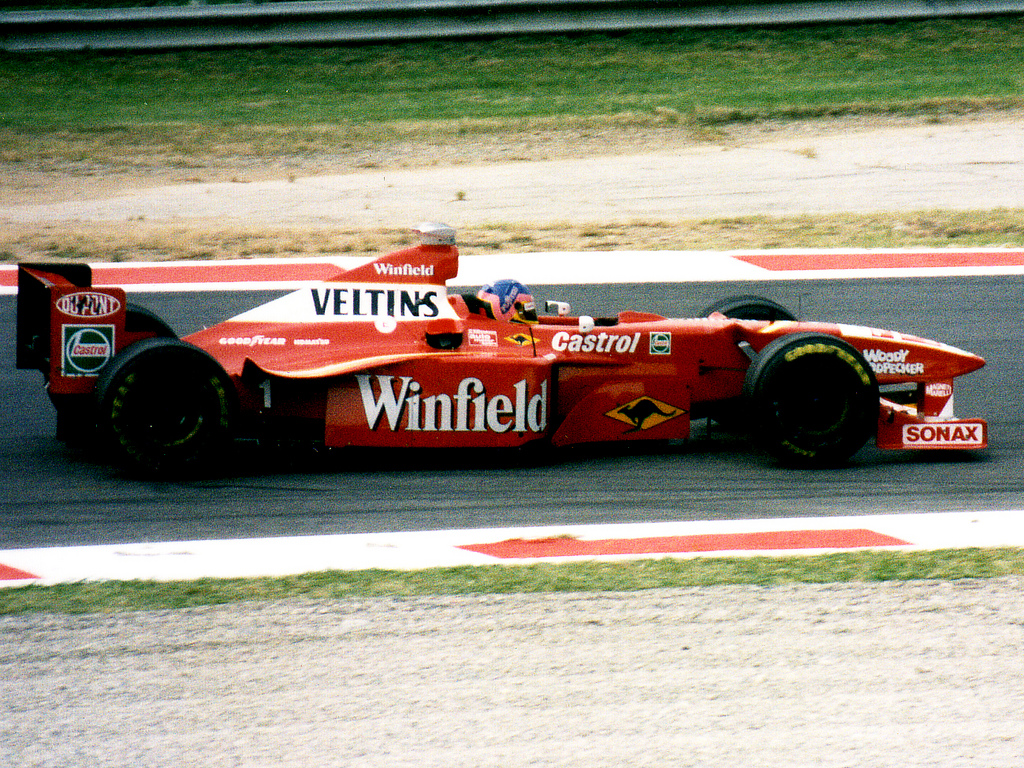
Il campione del mondo uscente Jacques Villeneuve alla guida della sua Williams FW20 a Monza dove ottenne uno dei rari exploit stagionali con la prima fila in qualifica. La difesa del titolo fu tuttavia deludente per il canadese che chiuse il campionato al quinto posto finale.

Su un circuito che pareva sfavorevole alla casa di Maranello Schumacher conquistò la prima pole position dell'anno davanti a Villeneuve e Häkkinen. Al via, però, le due McLaren presero il comando, seguite da Irvine, Villeneuve e Schumacher.
Nel corso dei primi passaggi il tedesco della Ferrari riuscì a sopravanzare il canadese della Williams e il compagno di squadra portandosi in terza posizione. Intanto Häkkinen, che aveva problemi di gomme, perse terreno e dovette cedere la prima piazza al compagno di squadra, il quale, però, al sedicesimo passaggio fu costretto al ritiro per la rottura del propulsore. Questo ritiro provocò anche, a causa della nube di fumo bianco sprigionatasi dal motore, un errore di Häkkinen che fu superato da Schumacher. Dopo la prima serie di pit stop il finlandese era più veloce del tedesco, ma, a causa di alcuni problemi ai freni, andò in testacoda e arretrò fino in quarta posizione, venendo superato da Irvine e Ralf Schumacher. A punti giunsero anche Alesi e Hill, reduce da una lunga rimonta.
La Ferrari realizzò quindi la seconda doppietta della stagione e Schumacher raggiunse Häkkinen in classifica piloti a quota ottanta punti.

### Gran Premio del Lussemburgo
Le qualifiche videro per la prima volta nella stagione una prima fila tutta Ferrari, con Schumacher davanti al compagno di squadra. Al via Irvine scattò meglio e si portò in testa, ma lasciò nel corso del primo giro la prima piazza al tedesco. Il nord irlandese doveva, infatti, coprire le spalle a Schumacher, ma nel corso del tredicesimo passaggio venne superato da Häkkinen, il quale riuscì a guadagnare anche alcuni secondi sul leader della gara. Dopo il primo pit stop, poi, il finlandese riuscì a passare Schumacher e, anche dopo la seconda sosta, mantenne la prima posizione.
Con questa vittoria Häkkinen guadagnò quattro punti sul rivale tedesco, mentre nel campionato costruttori alla McLaren bastava un solo punto per la conquista del titolo.

### Gran Premio del Giappone

Da destra: Häkkinen, appena laureatosi campione, premiato al Motor Show di Bologna dal rivale Michael Schumacher ai Caschi d'Oro della rivista Autosprint, 12 dicembre 1998.

Schumacher, costretto a vincere per conquistare il titolo e a sperare che Häkkinen non arrivasse secondo, ottenne la terza pole position. Ricardo Rosset, poi, per la quinta volta nella stagione non si qualificò, stavolta a causa di problemi fisici.
Al via Trulli rimase fermo e fu quindi necessario ripetere l'operazione. Alla seconda partenza fu la vettura di Schumacher a non partire a causa di problemi alla frizione e fu quindi retrocesso in fondo al gruppo.
Al terzo via Häkkinen andò in testa, mentre il tedesco della Ferrari tentò di rimontare e dopo cinque giri si trovava in settima posizione, dietro alla Jordan di Hill; il britannico, però, aiutato anche dalla potenza del proprio motore, riuscì a tenere la sesta piazza e Schumacher poté passarlo solo dopo il primo pit stop. Il tedesco recuperò poi fino alla terza posizione, ma al 31º passaggio l'esplosione della gomma posteriore destra, causata dai detriti lasciati da una precedente collisione tra Tuero e Takagi, pose fino alla sua gara.
Häkkinen vinse quindi la corsa e il suo primo titolo mondiale, mentre la McLaren conquistava il campionato costruttori.

## Risultati

### Gran Premi
| N° | Gran Premio                  | Circuito          | Pole position        | Giro più veloce    | Pilota vincitore   | Costruttore      | Resoconto |
| -- | ---------------------------- | ----------------- | -------------------- | ------------------ | ------------------ | ---------------- | --------- |
| 1  | Gran Premio d'Australia      | Melbourne         | Mika Häkkinen        | Mika Häkkinen      | Mika Häkkinen      | McLaren-Mercedes | Resoconto |
| 2  | Gran Premio del Brasile      | Interlagos        | Mika Häkkinen        | Mika Häkkinen      | Mika Häkkinen      | McLaren-Mercedes | Resoconto |
| 3  | Gran Premio d'Argentina      | Buenos Aires      | David Coulthard      | Alexander Wurz     | Michael Schumacher | Ferrari          | Resoconto |
| 4  | Gran Premio di San Marino    | Imola             | David Coulthard      | Michael Schumacher | David Coulthard    | McLaren-Mercedes | Resoconto |
| 5  | Gran Premio di Spagna        | Barcellona        | Mika Häkkinen        | Mika Häkkinen      | Mika Häkkinen      | McLaren-Mercedes | Resoconto |
| 6  | Gran Premio di Monaco        | Montecarlo        | Mika Häkkinen        | Mika Häkkinen      | Mika Häkkinen      | McLaren-Mercedes | Resoconto |
| 7  | Gran Premio del Canada       | Montreal          | David Coulthard      | Michael Schumacher | Michael Schumacher | Ferrari          | Resoconto |
| 8  | Gran Premio di Francia       | Magny-Cours       | Mika Häkkinen        | David Coulthard    | Michael Schumacher | Ferrari          | Resoconto |
| 9  | Gran Premio di Gran Bretagna | Silverstone       | Mika Häkkinen        | Michael Schumacher | Michael Schumacher | Ferrari          | Resoconto |
| 10 | Gran Premio d'Austria        | A1-Ring           | Giancarlo Fisichella | David Coulthard    | Mika Häkkinen      | McLaren-Mercedes | Resoconto |
| 11 | Gran Premio di Germania      | Hockenheimring    | Mika Häkkinen        | David Coulthard    | Mika Häkkinen      | McLaren-Mercedes | Resoconto |
| 12 | Gran Premio d'Ungheria       | Hungaroring       | Mika Häkkinen        | Michael Schumacher | Michael Schumacher | Ferrari          | Resoconto |
| 13 | Gran Premio del Belgio       | Spa-Francorchamps | Mika Häkkinen        | Michael Schumacher | Damon Hill         | Jordan-Honda     | Resoconto |
| 14 | Gran Premio d'Italia         | Monza             | Michael Schumacher   | Mika Häkkinen      | Michael Schumacher | Ferrari          | Resoconto |
| 15 | Gran Premio del Lussemburgo  | Nürburgring       | Michael Schumacher   | Mika Häkkinen      | Mika Häkkinen      | McLaren-Mercedes | Resoconto |
| 16 | Gran Premio del Giappone     | Suzuka            | Michael Schumacher   | Michael Schumacher | Mika Häkkinen      | McLaren-Mercedes | Resoconto |

### Risultati qualifiche
| Nº | Pilota                | AUS | BRA | ARG | SMR | SPA | MON | CAN | FRA | GBR | AUT | GER | UNG | BEL | ITA | LUS | GIA |
| -- | --------------------- | --- | --- | --- | --- | --- | --- | --- | --- | --- | --- | --- | --- | --- | --- | --- | --- |
| 1  | Jacques Villeneuve    | 4   | 10  | 7   | 6   | 10  | 13  | 6   | 5   | 3   | 11  | 3   | 6   | 6   | 2   | 9   | 6   |
| 2  | Heinz-Harald Frentzen | 6   | 3   | 6   | 8   | 13  | 5   | 7   | 8   | 6   | 7   | 10  | 7   | 9   | 12  | 7   | 5   |
| 3  | Michael Schumacher    | 3   | 4   | 2   | 3   | 3   | 4   | 3   | 2   | 2   | 4   | 9   | 3   | 4   | 1   | 1   | 1   |
| 4  | Eddie Irvine          | 8   | 6   | 4   | 4   | 6   | 7   | 8   | 4   | 5   | 8   | 6   | 5   | 5   | 5   | 2   | 4   |
| 5  | Giancarlo Fisichella  | 7   | 7   | 10  | 10  | 4   | 3   | 4   | 9   | 10  | 1   | 8   | 8   | 7   | 11  | 4   | 10  |
| 6  | Alexander Wurz        | 11  | 5   | 8   | 5   | 5   | 6   | 11  | 10  | 11  | 17  | 7   | 9   | 11  | 7   | 8   | 9   |
| 7  | David Coulthard       | 2   | 2   | 1   | 1   | 2   | 2   | 1   | 3   | 4   | 14  | 2   | 2   | 2   | 4   | 5   | 3   |
| 8  | Mika Häkkinen         | 1   | 1   | 3   | 2   | 1   | 1   | 2   | 1   | 1   | 3   | 1   | 1   | 1   | 3   | 3   | 2   |
| 9  | Damon Hill            | 10  | 11  | 9   | 7   | 8   | 15  | 10  | 7   | 7   | 15  | 5   | 4   | 3   | 14  | 10  | 8   |
| 10 | Ralf Schumacher       | 9   | 8   | 5   | 9   | 11  | 16  | 5   | 6   | 21  | 9   | 4   | 10  | 8   | 6   | 6   | 7   |
| 11 | Olivier Panis         | 21  | 9   | 15  | 13  | 12  | 18  | 15  | 16  | 22  | 10  | 16  | 20  | 15  | 9   | 15  | 13  |
| 12 | Jarno Trulli          | 15  | 12  | 16  | 16  | 16  | 10  | 14  | 12  | 14  | 16  | 14  | 16  | 13  | 10  | 14  | 14  |
| 14 | Jean Alesi            | 12  | 15  | 11  | 12  | 14  | 11  | 9   | 11  | 8   | 2   | 11  | 11  | 10  | 8   | 11  | 12  |
| 15 | Johnny Herbert        | 5   | 14  | 12  | 11  | 7   | 9   | 12  | 13  | 9   | 18  | 12  | 15  | 12  | 15  | 13  | 11  |
| 16 | Pedro Paulo Diniz     | 20  | 22  | 18  | 18  | 15  | 12  | 19  | 17  | 12  | 18  | 12  | 12  | 16  | 20  | 17  | 18  |
| 17 | Mika Salo             | 16  | 20  | 17  | 14  | 17  | 8   | 17  | 19  | 13  | 6   | 17  | 13  | 18  | 16  | 16  | 15  |
| 18 | Rubens Barrichello    | 14  | 13  | 14  | 17  | 9   | 14  | 13  | 14  | 16  | 5   | 13  | 14  | 14  | 13  | 12  | 16  |
| 19 | Jan Magnussen         | 18  | 16  | 22  | 20  | 18  | 17  | 20  |     |     |     |     |     |     |     |     |     |
| 19 | Jos Verstappen        |     |     |     |     |     |     |     | 15  | 15  | 12  | 19  | 17  | 17  | 17  | 18  | 19  |
| 20 | Ricardo Rosset        | 19  | 21  | 21  | 22  | NQ  | NQ  | 22  | 18  | 20  | 22  | NQ  | NQ  | 20  | 18  | 22  | NQ  |
| 21 | Toranosuke Takagi     | 13  | 17  | 13  | 15  | 21  | 20  | 16  | 20  | 17  | 20  | 15  | 18  | 19  | 19  | 19  | 17  |
| 22 | Shinji Nakano         | 22  | 18  | 19  | 21  | 20  | 19  | 18  | 21  | 19  | 21  | 20  | 19  | 21  | 21  | 20  | 20  |
| 23 | Esteban Tuero         | 17  | 19  | 20  | 19  | 19  | 21  | 21  | 22  | 18  | 19  | 21  | 21  | 22  | 22  | 21  | 21  |
| Nº | Pilota                | AUS | BRA | ARG | SMR | SPA | MON | CAN | FRA | GBR | AUT | GER | UNG | BEL | ITA | LUS | GIA |

## Classifiche

### Sistema di punteggio
| Posizione | 1ª | 2ª | 3ª | 4ª | 5ª | 6ª |
| Punti     | 10 | 6  | 4  | 3  | 2  | 1  |

### Classifica Piloti
| Pos. | Pilota                |     |     |     |     |     |     |     |     |     |     |     |     |     |     |     |     | Punti |
| ---- | --------------------- | --- | --- | --- | --- | --- | --- | --- | --- | --- | --- | --- | --- | --- | --- | --- | --- | ----- |
| 1    | Mika Häkkinen         | 1   | 1   | 2   | Rit | 1   | 1   | Rit | 3   | 2   | 1   | 1   | 6   | Rit | 4   | 1   | 1   | 100   |
| 2    | Michael Schumacher    | Rit | 3   | 1   | 2   | 3   | 10  | 1   | 1   | 1   | 3   | 5   | 1   | Rit | 1   | 2   | Rit | 86    |
| 3    | David Coulthard       | 2   | 2   | 6   | 1   | 2   | Rit | Rit | 6   | Rit | 2   | 2   | 2   | 7   | Rit | 3   | 3   | 56    |
| 4    | Eddie Irvine          | 4   | 8   | 3   | 3   | Rit | 3   | 3   | 2   | 3   | 4   | 8   | Rit | Rit | 2   | 4   | 2   | 47    |
| 5    | Jacques Villeneuve    | 5   | 7   | Rit | 4   | 6   | 5   | 10  | 4   | 7   | 6   | 3   | 3   | Rit | Rit | 8   | 6   | 21    |
| 6    | Damon Hill            | 8   | SQ  | 8   | 10* | Rit | 8   | Rit | Rit | Rit | 7   | 4   | 4   | 1   | 6   | 9   | 4   | 20    |
| 7    | Heinz-Harald Frentzen | 3   | 5   | 9   | 5   | 8   | Rit | Rit | 15* | Rit | Rit | 9   | 5   | 4   | 7   | 5   | 5   | 17    |
| 8    | Alexander Wurz        | 7   | 4   | 4   | Rit | 4   | Rit | 4   | 5   | 4   | 9   | 11  | 16  | Rit | Rit | 7   | 9   | 17    |
| 9    | Giancarlo Fisichella  | Rit | 6   | 7   | Rit | Rit | 2   | 2   | 9   | 5   | Rit | 7   | 8   | Rit | 8   | 6   | 8   | 16    |
| 10   | Ralf Schumacher       | Rit | Rit | Rit | 7   | 11  | Rit | Rit | 16  | 6   | 5   | 6   | 9   | 2   | 3   | Rit | Rit | 14    |
| 11   | Jean Alesi            | Rit | 9   | 5   | 6   | 10  | 12* | Rit | 7   | Rit | Rit | 10  | 7   | 3   | 5   | 10  | 7   | 9     |
| 12   | Rubens Barrichello    | Rit | Rit | 10  | Rit | 5   | Rit | 5   | 10  | Rit | Rit | Rit | Rit | NP  | 10  | 11  | Rit | 4     |
| 13   | Mika Salo             | Rit | Rit | Rit | 9   | Rit | 4   | Rit | 13  | Rit | Rit | 14  | Rit | NP  | Rit | 14  | Rit | 3     |
| 14   | Pedro Paulo Diniz     | Rit | Rit | Rit | Rit | Rit | 6   | 9   | 14  | Rit | Rit | Rit | 11  | 5   | Rit | Rit | Rit | 3     |
| 15   | Johnny Herbert        | 6   | 11* | Rit | Rit | 7   | 7   | Rit | 8   | Rit | 8   | Rit | 10  | Rit | Rit | Rit | 10  | 1     |
| 16   | Jarno Trulli          | Rit | Rit | 11  | Rit | 9   | Rit | Rit | Rit | Rit | 10  | 12  | Rit | 6   | 13  | Rit | 12* | 1     |
| 17   | Jan Magnussen         | Rit | 10  | Rit | Rit | 12  | Rit | 6   |     |     |     |     |     |     |     |     |     | 1     |
| 18   | Shinji Nakano         | Rit | Rit | 13  | Rit | 14  | 9   | 7   | 17* | 8   | 11  | Rit | 15  | 8   | Rit | 15  | Rit | 0     |
| 19   | Esteban Tuero         | Rit | Rit | Rit | 8   | 11  | Rit | Rit | Rit | Rit | Rit | 16  | Rit | Rit | 11  | NC  | Rit | 0     |
| 20   | Ricardo Rosset        | Rit | Rit | 14  | Rit | NQ  | NQ  | 8   | Rit | Rit | 12  | NQ  | NQ  | NP  | 12  | Rit | NQ  | 0     |
| 21   | Toranosuke Takagi     | Rit | Rit | 12  | Rit | 13  | 11  | Rit | Rit | 9   | Rit | 13  | 14  | Rit | 9   | 16  | Rit | 0     |
| 22   | Olivier Panis         | 9   | Rit | 15* | 11* | 16* | Rit | Rit | 11  | Rit | Rit | 15  | 12  | NP  | Rit | 12  | 11  | 0     |
| 23   | Jos Verstappen        |     |     |     |     |     |     |     | 12  | Rit | Rit | Rit | 13  | Rit | Rit | 13  | Rit | 0     |
| Pos. | Pilota                |     |     |     |     |     |     |     |     |     |     |     |     |     |     |     |     | Punti |

| Legenda | 1º posto     | 2º posto | 3º posto    | A punti         | Senza punti/Non class.  | Grassetto – Pole position Corsivo – Giro più veloce |
| Legenda | Squalificato | Ritirato | Non partito | Non qualificato | Solo prove/Terzo pilota | Grassetto – Pole position Corsivo – Giro più veloce |

* Indica quei piloti che non hanno terminato la gara ma sono ugualmente classificati avendo coperto, come previsto dal regolamento, almeno il 90% della distanza totale.

### Classifica Costruttori
| Pos. | Costruttore         | Pilota        | AUS | BRA | ARG | SMR | SPA | MON | CAN | FRA | GBR | AUT | GER | UNG | BEL | ITA | LUS | GIA | Punti |
| ---- | ------------------- | ------------- | --- | --- | --- | --- | --- | --- | --- | --- | --- | --- | --- | --- | --- | --- | --- | --- | ----- |
| 1    | McLaren-Mercedes    | Coulthard     | 2   | 2   | 6   | 1   | 2   | Rit | Rit | 6   | Rit | 2   | 2   | 2   | 7   | Rit | 3   | 3   | 156   |
| 1    | McLaren-Mercedes    | Häkkinen      | 1   | 1   | 2   | Rit | 1   | 1   | Rit | 3   | 2   | 1   | 1   | 6   | Rit | 4   | 1   | 1   | 156   |
| 2    | Ferrari             | M. Schumacher | Rit | 3   | 1   | 2   | 3   | 10  | 1   | 1   | 1   | 3   | 5   | 1   | Rit | 1   | 2   | Rit | 133   |
| 2    | Ferrari             | Irvine        | 4   | 8   | 3   | 3   | Rit | 3   | 3   | 2   | 3   | 4   | 8   | Rit | Rit | 2   | 4   | 2   | 133   |
| 3    | Williams-Mecachrome | Villeneuve    | 5   | 7   | Rit | 4   | 6   | 5   | 10  | 4   | 7   | 6   | 3   | 3   | Rit | Rit | 8   | 6   | 38    |
| 3    | Williams-Mecachrome | Frentzen      | 3   | 5   | 9   | 5   | 8   | Rit | Rit | 15  | Rit | Rit | 9   | 5   | 4   | 7   | 5   | 5   | 38    |
| 4    | Jordan-Honda        | Hill          | 8   | SQ  | 8   | 10  | Rit | 8   | Rit | Rit | Rit | 7   | 4   | 4   | 1   | 6   | 9   | 4   | 34    |
| 4    | Jordan-Honda        | R. Schumacher | Rit | Rit | Rit | 7   | 11  | Rit | Rit | 16  | 6   | 5   | 6   | 9   | 2   | 3   | Rit | Rit | 34    |
| 5    | Benetton-Playlife   | Fisichella    | Rit | 6   | 7   | Rit | Rit | 2   | 2   | 9   | 5   | Rit | 7   | 8   | Rit | 8   | 6   | 8   | 33    |
| 5    | Benetton-Playlife   | Wurz          | 7   | 4   | 4   | Rit | 4   | Rit | 4   | 5   | 4   | 9   | 11  | 16  | Rit | Rit | 7   | 9   | 33    |
| 6    | Sauber-Petronas     | Alesi         | Rit | 9   | 5   | 6   | 10  | 12  | Rit | 7   | Rit | Rit | 10  | 7   | 3   | 5   | 10  | 7   | 10    |
| 6    | Sauber-Petronas     | Herbert       | 6   | 11  | Rit | Rit | 7   | 7   | Rit | 8   | Rit | 8   | Rit | 10  | Rit | Rit | Rit | 10  | 10    |
| 7    | Arrows              | Diniz         | Rit | Rit | Rit | Rit | Rit | 6   | 9   | 14  | Rit | Rit | Rit | 11  | 5   | Rit | Rit | Rit | 6     |
| 7    | Arrows              | Salo          | Rit | Rit | Rit | 9   | Rit | 4   | Rit | 13  | Rit | Rit | 14  | Rit | NP  | Rit | 14  | Rit | 6     |
| 8    | Stewart-Ford        | Barrichello   | Rit | Rit | 10  | Rit | 5   | Rit | 5   | 10  | Rit | Rit | Rit | Rit | NP  | 10  | 11  | Rit | 5     |
| 8    | Stewart-Ford        | Magnussen     | Rit | 10  | Rit | Rit | 12  | Rit | 6   |     |     |     |     |     |     |     |     |     | 5     |
| 8    | Stewart-Ford        | Verstappen    |     |     |     |     |     |     |     | 12  | Rit | Rit | Rit | 13  | Rit | Rit | 13  | Rit | 5     |
| 9    | Prost-Peugeot       | Panis         | 9   | Rit | 15  | 11  | 16  | Rit | Rit | 11  | Rit | Rit | 15  | 12  | NP  | Rit | 12  | 11  | 1     |
| 9    | Prost-Peugeot       | Trulli        | Rit | Rit | 11  | Rit | 9   | Rit | Rit | Rit | Rit | 10  | 12  | Rit | 6   | 13  | Rit | 12  | 1     |
| 10   | Minardi-Ford        | Nakano        | Rit | Rit | 13  | Rit | 14  | 9   | 7   | 17  | 8   | 11  | Rit | 15  | 8   | Rit | 15  | Rit | 0     |
| 10   | Minardi-Ford        | Tuero         | Rit | Rit | Rit | 8   | 15  | Rit | Rit | Rit | Rit | Rit | 16  | Rit | Rit | 11  | NC  | Rit | 0     |
| 11   | Tyrrell-Ford        | Rosset        | Rit | Rit | 14  | Rit | NQ  | NQ  | 8   | Rit | Rit | 12  | NQ  | NQ  | NP  | 12  | Rit | NQ  | 0     |
| 11   | Tyrrell-Ford        | Takagi        | Rit | Rit | 12  | Rit | 13  | 11  | Rit | Rit | 9   | Rit | 13  | 14  | Rit | 9   | 16  | Rit | 0     |
| Pos. | Costruttore         | Pilota        | AUS | BRA | ARG | SMR | SPA | MON | CAN | FRA | GBR | AUT | GER | UNG | BEL | ITA | LUS | GIA | Punti |

| Colore  | Risultati                                                         |
| ------- | ----------------------------------------------------------------- |
| Oro     | Vincitore                                                         |
| Argento | 2º posto                                                          |
| Bronzo  | 3º posto                                                          |
| Verde   | Finita, a punti                                                   |
| Blu     | Finita, senza punti Finita, non classificato (NC)                 |
| Viola   | Non finita (Rit)                                                  |
| Rosso   | Non qualificato (NQ) Non pre-qualificato (NPQ)                    |
| Nero    | Squalificato (SQ)                                                 |
| Bianco  | Non partito (NP)                                                  |
| Celeste | Disputa solo le prove (SP)                                        |
| Celeste | Iscritto alle prove libere - Terzo pilota (TP) - dal 2003 al 2006 |
| Vuoto   | Non prende parte alle prove (NPR)                                 |
| Vuoto   | Iscritto ma non presente, non arrivato (NA)                       |
| Vuoto   | Ritirato prima dell'evento (WD)                                   |
| Vuoto   | Infortunato (INF)                                                 |
| Vuoto   | Escluso (ES)                                                      |
| Vuoto   | Gara cancellata (C)                                               |